# Strandline Glacier
Strandline Glacier är en glaciär i Antarktis. Den ligger i Östantarktis. Nya Zeeland gör anspråk på området. Strandline Glacier ligger 233 meter över havet. Den ligger vid sjön Enigma.
Terrängen runt Strandline Glacier är varierad. Havet är nära Strandline Glacier österut. Trakten är glest befolkad. Närmaste befolkade plats är Enigma Lake Station, 0,91 kilometer sydost om Strandline Glacier. 